# Heinrich Wulff (Politiker, 1873)
Heinrich Wulff (* 9. April 1873 in Gadebusch; † 19. Juni 1947 ebenda) war ein deutscher Arbeiter und Politiker (SPD).

## Leben
Wulff war Landarbeiter in Gadebusch. Er war Mitglied des örtlichen SPD-Vorstands und war in der Gewerkschaftsbewegung aktiv. Er arbeitete für die Allgemeine Ortskrankenkasse und später für die Stadtverwaltung. 1919 wurde er Abgeordneter des Verfassunggebenden Landtags von Mecklenburg-Schwerin. 1921 wurde er Vorsitzender des Allgemeiner Deutscher Gewerkschaftsbundes Gadebusch.